# Hatherop
Hatherop är en ort och civil parish i Storbritannien.   Den ligger i grevskapet Gloucestershire och riksdelen England, i den södra delen av landet, 120 km väster om huvudstaden London. Hatherop ligger 128 meter över havet och antalet invånare är 192.
Terrängen runt Hatherop är platt. Runt Hatherop är det tätbefolkat, med 790 invånare per kvadratkilometer. Närmaste större samhälle är Cirencester, 13,7 km väster om Hatherop. Trakten runt Hatherop består till största delen av jordbruksmark.